# Parahelice georgei
Parahelice georgei is een krabbensoort uit de familie van de Varunidae. De wetenschappelijke naam van de soort is voor het eerst geldig gepubliceerd in 1987 door Clark.